# NBA Live 98
NBA Live 98 är ett basketspel i NBA Live-serien. Spelomslaget pryds av Tim Hardaway, som då spelade för Miami Heat. Spelet utvecklades av EA Sports, och släpptes 1997. Spelet var det sista i serien till SNES, Sega Mega Drive och Sega Saturn.

## Musik
Spelmusiken på huvudmenyn bestod av fyra musikstycken komponerade av Traz Damji.
- Spår 1 - "Down to the Wire"
- Spår 2 - "Fresh Trip"
- Spår 3 - "Order in the Court"
- Spår 4 - "Paint Dance"

### Fotnoter
1. ↑  ”Best NBA Live Collection” (på engelska). Brothersoft. Arkiverad från originalet den 20 maj 2014. https://web.archive.org/web/20140520220244/http://www.brothersoft.com/topics/games/a-retrospective-of-nba-live-series.html. Läst 20 maj 2014.